# San Gregorio di Catania

Ubicació de San Gregorio di Catania dins de la província

San Gregorio di Catania (sicilià San Grigoriu) és un municipi italià, dins de la ciutat metropolitana de Catània. L'any 2007 tenia 11.230 habitants. Limita amb els municipis d'Aci Castello, Catània, San Giovanni la Punta, Tremestieri Etneo i Valverde.

## Administració
| Període | Identitat              | Partit         |
| ------- | ---------------------- | -------------- |
| 2008-   | Remo Francesco Palermo | Centreesquerra |